# Villers-Campsart
Villers-Campsart (picardisch: Vilèr-Campsart) ist eine französische Gemeinde mit 138 Einwohnern (Stand 1. Januar 2022) im Département Somme in der Region Hauts-de-France. Sie gehört zum Arrondissement Amiens und zum Kanton Poix-de-Picardie.

## Geographie
Villers-Campsart liegt auf der Kreidehochfläche der Landschaft Vimeu rund sechs Kilometer westnordwestlich von Hornoy-le-Bourg und 30 Kilometer westlich von Amiens. Der Ortsteil Campsart liegt nördlich des Gemeindezentrums.

## Einwohner
| 1962 | 1968 | 1975 | 1982 | 1990 | 1999 | 2006 | 2011 |
| ---- | ---- | ---- | ---- | ---- | ---- | ---- | ---- |
| 165  | 163  | 160  | 121  | 148  | 156  | 154  | 134  |

## Sehenswürdigkeiten
- Die seit 1926 als Monument historique eingetragene Kirche Nativité-de-la-Vierge (Base Mérimée PA00116264).

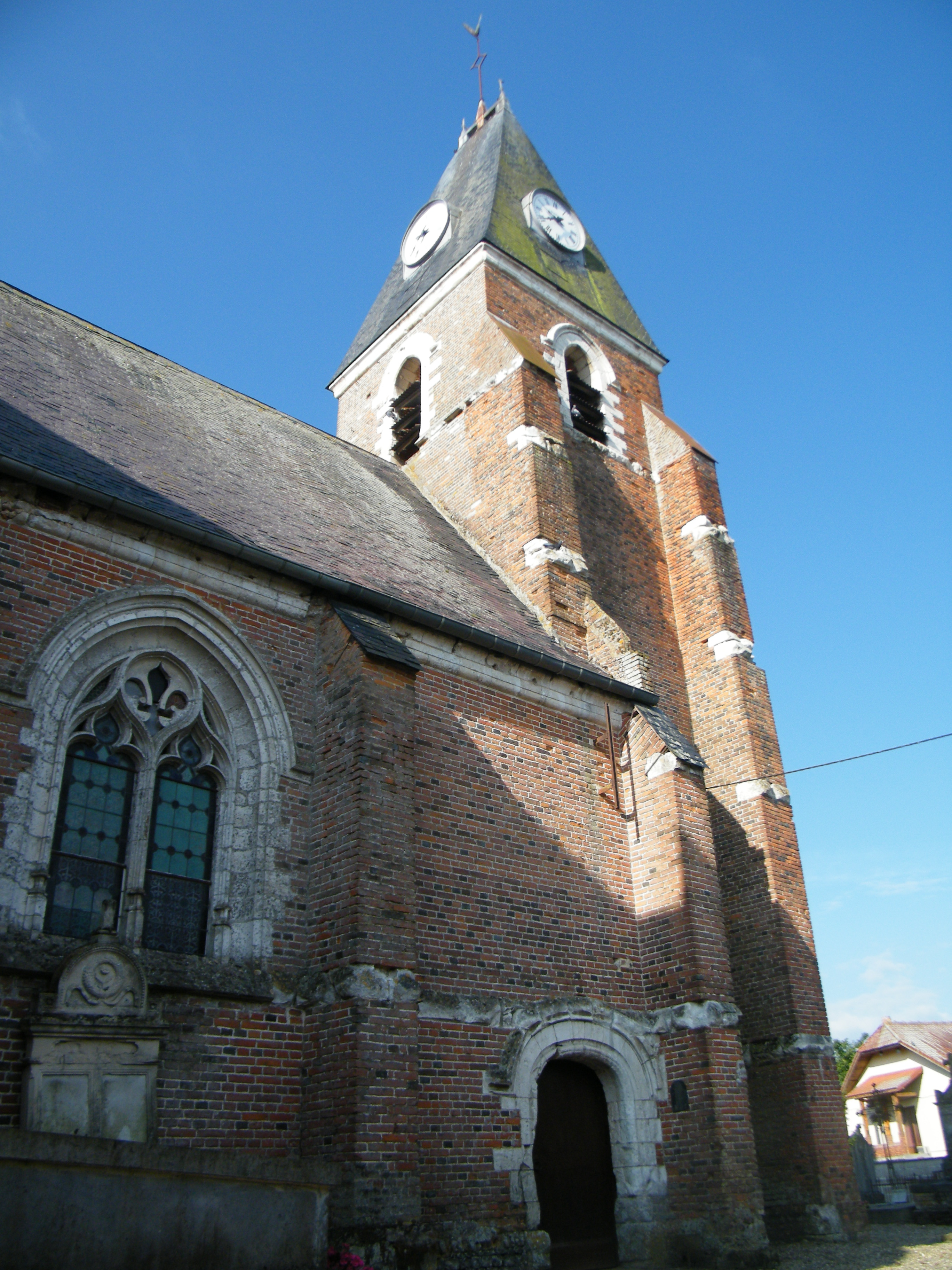
Kirche Notre-Dame-de-la-Nativité
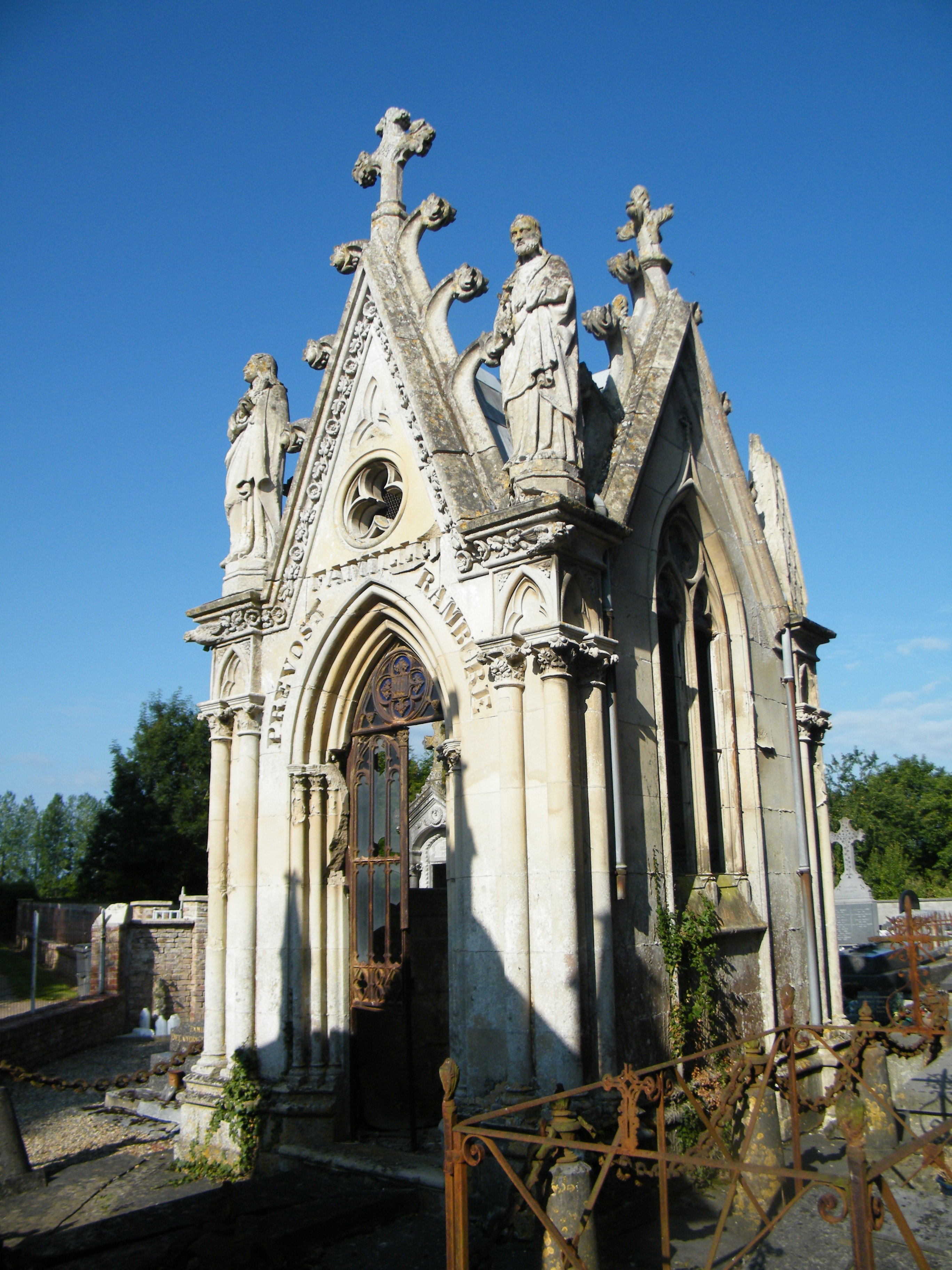
Kapelle hinter der Kirche
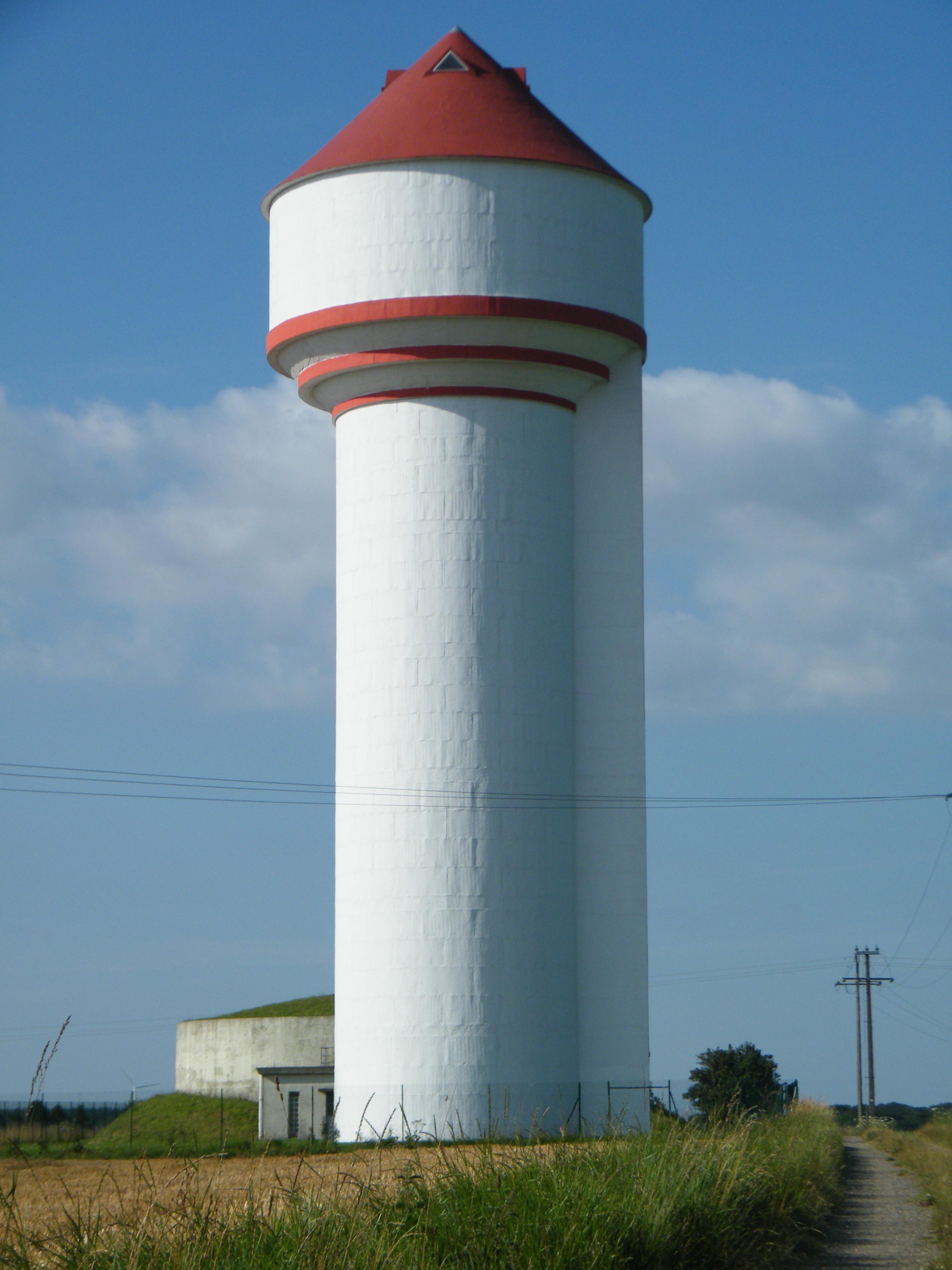
Wasserturm